# Arquidiocese de St. John's em Terra Nova
A Arquidiocese de St. John's em Terra Nova (Archidiœcesis Sancti Ioannis Terræ Novæ) é uma circunscrição eclesiástica da Igreja Católica situada em St. John's, Terra Nova, Canadá. Sua Sé é a Catedral Basílica de São João Batista.
Possui 36 paróquias servidas por 54 padres, contando com 224 mil habitantes, com 49,6% da população jurisdicionada batizada.

## História
A prefeitura apostólica da Terra Nova foi erigida em 30 de maio de 1784, com território desmembrado da Arquidiocese de Quebec.
Em 5 de janeiro de 1796 a prefeitura apostólica foi elevada a vicariato apostólico.
Em 1º de fevereiro de 1820 em virtude do breve Inter multiplices do Papa Pio VII incorporou a Ilha de Anticosti e uma parte de Labrador, que pertencia à arquidiocese de Quebec.
Em 4 de junho de 1847 o vicariato apostólico foi elevado a diocese.
Em 29 de fevereiro de 1856 deu uma parte de seu território em benefício da diocese de Harbour Grace (agora Diocese de Grand Falls) e, ao mesmo tempo assumiu o nome da Diocese de Saint John's da Terra Nova.
Em 16 de setembro de 1870 deu outras partes do território para a criação das prefeituras apostólicas de São Jorge (agora Diocese de Corner Brook-Labrador) e Placentia.
Em 1892 incorporou o território da suprimida Prefeitura Apostólica de Placentia.
Em 8 de fevereiro de 1904 foi elevada à categoria de arquidiocese metropolitana.
A partir de 18 de outubro de 2007 a 1 de março de 2011 foi unida in persona episcopi com a diocese de Grand Falls.

## Prelados
| #                      | Nome                                   | Período    | Notas                         |
| Arcebispos             | Arcebispos                             | Arcebispos | Arcebispos                    |
| ---------------------- | -------------------------------------- | ---------- | ----------------------------- |
| 8º                     | Peter Joseph Hundt                     | 2018-atual |                               |
| 7º                     | Martin William Currie                  | 2007-2018  |                               |
| 6º                     | Brendan Michael O'Brien                | 2000-2007  | Nomeado Arcebispo de Kingston |
| 5º                     | James Hector MacDonald, C.S.C.         | 1991-2000  |                               |
| 4º                     | Alphonsus Liguori Penney               | 1979-1991  |                               |
| 3º                     | Patrick James Skinner, C.I.M. †        | 1951-1979  |                               |
| 2º                     | Edward Patrick Roche †                 | 1915-1950  |                               |
| 1º                     | Michael Francis Howley †               | 1904-1914  |                               |
| Arcebispos-coadjutores |                                        |            |                               |
|                        | Thomas John Flynn                      | 1945-1949  | Faleceu                       |
| Bispos-auxiliares      |                                        |            |                               |
|                        | Patrick James Skinner , CIM            | 1850-1951  | Elevado a Arcebispo           |
|                        | Thomas Francis Brennan                 | 1893-1905  | Renunciou                     |
| Bispos                 |                                        |            |                               |
| 7º                     | Michael Francis Howley †               | 1895-1904  |                               |
| 6º                     | Thomas James Power †                   | 1870-1893  |                               |
| 5º                     | John Thomas Mullock, O.F.M. Ref. †     | 1850-1869  |                               |
| 4º                     | Michael Anthony Fleming, O.F.M. Ref. † | 1830-1850  |                               |
| 3º                     | Thomas Scallan, O.F.M. Ref. †          | 1816-1830  |                               |
| 2º                     | Patrick Lambert, O.F.M. Ref. †         | 1807-1816  |                               |
| 1º                     | James Louis O'Donel, O.F.M.Obs. †      | 1784-1806  |                               |
| Bispo-coadjutor        |                                        |            |                               |
|                        | John Thomas Mullock , OFM Ref.         | 1847-1850  |                               |
|                        | Michael Anthony Fleming , OFM Ref.     | 1829-1830  |                               |
|                        | Thomas Scallan , OFM Ref.              | 1815-1816  |                               |
|                        | Patrick Lambert , OFM Ref.             | 1805-1807  |                               |